# Ухо Дионисия
Ухо Дионисия (итал. Orecchio di Dionisio, греч. Το Αυτί Του Διονυσίου) — искусственная пещера из известняка в городе Сиракузы на острове Сицилия в Италии.
Название пещере дано художником Микеланджело да Караваджо, оно происходит от сходства пещеры с человеческим ухом. Также название связано с акустическим эффектом внутри пещеры — голоса людей отражаются эхом до 16 раз.

## Описание
Ухо Дионисия образовалось из старого известнякового карьера. Пещера была вырыта в греко-римские времена как хранилище воды для Сиракуз. Землетрясение нанесло ущерб этой местности, и впоследствии пещера стала непригодной для хранения воды. Она уходит на 65 метров в скалу, её высота достигает 23 метра. В плане пещера изгибается подобно букве «S». Благодаря своей форме Ухо Дионисия имеет чрезвычайно хорошую акустику, заставляя даже небольшой звук резонировать по всей пещере.

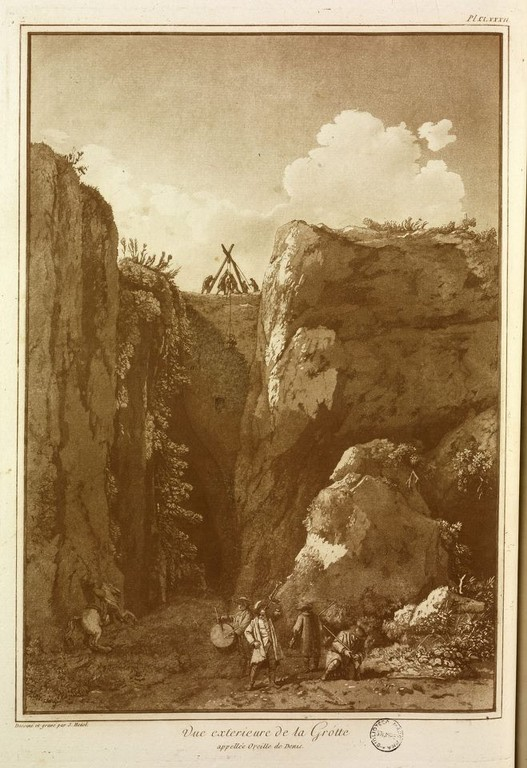
Ухо Дионисия на картине Уэля (гуашь)

Название пещеры было придумано в 1608 году Караваджо после того, как он посетил эти места и саму пещеру по приглашению историка и археолога Винченцо Мирабеллы. В 1625 году писатель и путешественник Пьетро делла Валле, возвращаясь из своего восточного путешествия, посетил Ухо Дионисия и был им восхищен. Примерно в 1770 году французский художник и архитектор Жан-Пьер Уэль посетил пещеру, сделав несколько её зарисовок. В своих описаниях он также говорил об удивительной акустике пещеры. Также эту достопримечательность посещали другие известные люди, в числе которых были Доминик Виван-Денон и Ги де Мопассан. Французский писатель описывал её следующим образом: 
… в Райской  Латомии,  в  глубине  пещеры  имеется  странное  отверстие,  называемое  ухом Дионисия,  который,  по  преданию,  подходил  к  краю  этой дыры,  чтобы  слушать  стоны  своих  жертв.  Существуют и  другие  версии.  Некоторые  хитроумные  учёные  полагают,  что  эта  пещера,  соединённая  с  театром,  служила подземным  залом  для  представлений,  ибо  при  её  необычайном  резонансе  малейший  звук  усиливается  до  невероятных  размеров.
Среди горожан также существует легенда о том, что сиракузский тиран Дионисий подслушивал разговоры заключённых им в пещеру людей через узкое отверстие над полом грота или даже наслаждался подслушиванием криков пытаемых в пещере заключённых.